# إن قزام
إن ڨزام (بالتيفيناغ : ⵉⵏ ⴳⵣⵣⴰⵎ) هي إحدى بلديات ولاية عين قزام عاصمة لدائرة عين قزام. وهي منطقة حدودية من جهة الجنوب الجزئر وحدودها دولة النيجر وهي منطقة صحراوية

## المناخ
يظهر الجدول التالي التغييرات المناخية على مدار السنة لعين قزام:
| البيانات المناخية لـعين قزام      | البيانات المناخية لـعين قزام | البيانات المناخية لـعين قزام | البيانات المناخية لـعين قزام | البيانات المناخية لـعين قزام | البيانات المناخية لـعين قزام | البيانات المناخية لـعين قزام | البيانات المناخية لـعين قزام | البيانات المناخية لـعين قزام | البيانات المناخية لـعين قزام | البيانات المناخية لـعين قزام | البيانات المناخية لـعين قزام | البيانات المناخية لـعين قزام | البيانات المناخية لـعين قزام |
| الشهر                             | يناير                        | فبراير                       | مارس                         | أبريل                        | مايو                         | يونيو                        | يوليو                        | أغسطس                        | سبتمبر                       | أكتوبر                       | نوفمبر                       | ديسمبر                       | المعدل السنوي                |
| --------------------------------- | ---------------------------- | ---------------------------- | ---------------------------- | ---------------------------- | ---------------------------- | ---------------------------- | ---------------------------- | ---------------------------- | ---------------------------- | ---------------------------- | ---------------------------- | ---------------------------- | ---------------------------- |
| متوسط درجة الحرارة الكبرى °م (°ف) | 26.5 (79.7)                  | 29.3 (84.7)                  | 33.7 (92.7)                  | 38.3 (100.9)                 | 41.0 (105.8)                 | 41.6 (106.9)                 | 40.1 (104.2)                 | 39.0 (102.2)                 | 38.9 (102.0)                 | 37.0 (98.6)                  | 32.6 (90.7)                  | 28.4 (83.1)                  | 35.5 (96.0)                  |
| المتوسط اليومي °م (°ف)            | 18.6 (65.5)                  | 21.1 (70.0)                  | 25.3 (77.5)                  | 30.1 (86.2)                  | 33.3 (91.9)                  | 34.6 (94.3)                  | 33.3 (91.9)                  | 32.4 (90.3)                  | 31.8 (89.2)                  | 29.3 (84.7)                  | 24.6 (76.3)                  | 20.6 (69.1)                  | 27.9 (82.2)                  |
| متوسط درجة الحرارة الصغرى °م (°ف) | 10.7 (51.3)                  | 13.0 (55.4)                  | 17.0 (62.6)                  | 22.0 (71.6)                  | 25.6 (78.1)                  | 27.6 (81.7)                  | 26.5 (79.7)                  | 25.9 (78.6)                  | 24.8 (76.6)                  | 21.6 (70.9)                  | 16.6 (61.9)                  | 12.8 (55.0)                  | 20.3 (68.6)                  |
| معدل هطول الأمطار مم (إنش)        | 0 (0)                        | 0 (0)                        | 0 (0)                        | 0 (0)                        | 1 (0.0)                      | 3 (0.1)                      | 7 (0.3)                      | 23 (0.9)                     | 9 (0.4)                      | 0 (0)                        | 0 (0)                        | 0 (0)                        | 43 (1.7)                     |
| المصدر: Climate-data.org          |                              |                              |                              |                              |                              |                              |                              |                              |                              |                              |                              |                              |                              |